# هفيات الشكل
هفيات الشكل (الاسم العلمي: Osmeriformes) هي رتبة من الأسماك تتبع الفوق رتبة شوكيات الزعانف البدائية من طائفة عظميات الرأس. تتضمن أسماك هف حقيقية أو تلك التي تعيش في المياه العذبة وحليفاتها مثل أسماك الجالاكسييد وسمك النودل وهم يُسمون أيضًا في المجمل أشكال الهف. وهم ينتمون إلى العظميات فوق رتبة شوكيات الزعانف البدائية، والتي تشتمل أيضًا على أسماك الكراكي والسلمون، من بين آخرين. يعني اسم الرتبة «له شكل سمك الهف», ويتكون من مقطعين هفيات (النوع النموذجي) بالإضافة إلى لاحقة رتبة السمك المعيارية اللاحقة «-أشكال». وهي مشتقة أساسًا من الكلمة الإغريقية osmé (ὀσμή, "pungent smell") بالإضافة إلى الكلمة اللاتينية forma («الشكل الخارجي»), وتأتي الكلمة السابقة من الإشارة إلى الرائحة المميزة للحم الهفيات.
في التصنيف المستخدم هنا في هذه المقالة، تحتوي رتبة أشكال الهف على رتيبتين، وست فصائل، وحوالي عشرين جنسًا بالإضافة إلى ما يقارب التسعين نوعا. ويختار مؤلفون آخرون ترتيبًا مختلفًا إلى حدٍ ما، لكن سواء يتم التعامل مع (جالاكسويدي (Galaxoidei) وأوسميرويدي (Osmeroidei)) كرُتيبات أو كـفوق فصائل (طوائف) (Galaxoidea وOsmeroidea), يظل التقسيم إلى سلالتين مُحافظ عليه عامةً.
تم إدراج أسماك الهف "البحرية" وحلفاؤها " (مثل أسماك البرميليات غريبة الشكل) في السابق بهذه المقالة كرُتيبة أرجينتينويدي (Argentinoidei)، ولكنهم الآن يعتبرون عادةً غير مرتبطين بشكلٍ كبير كما كان يُعتقد وكما كانت تتم معاملتهم كرتبة أرجينتينيفورميس (Argentiniformes). وعندما تمت إضافة أسماك الهف البحرية هنا، أدى ذلك إلى نزول التقسيمات الفرعية لأشكال الهف إلى رُتيبة أقل.

## وصف هفيات الشكل والإيكولوجيا المحيطة بها
يتأرجح حجم أشكال الهف ما بين السمك الصغير وحتى السمك النحيل المتوسط. ويدخل الفك العلوي الخاص بهذه الأسماك عادةً في فغر الفم، ولدى معظمهم زعنفة دهنية كتلك التي توجد غالبًا عند شوكيات الزعانف البدائية. وبالنسبة لـعظم بترو الوتدي (بتيروسفينويد) (pterosphenoid) في هذه الأسماك فإن لديهه عادةً شفير بطناني، أما عظم الميكعة فبه جَدْل خلفي قصير. وقد قللت هذه الأسماك من مَفْصِلِيّ والأسنان المتوسطة الجناحية (mesopterygoid) أو حتى فقدتها، بالإضافة إلى أن العظم الوتدي القاعدي والعظم الحجاجي الوتدي غائبان بالكامل. وتفتقد قشورها إلى الكعبرة.
على الرغم من وجود مصطلح «أسماك هف المياه العذبة», إلا أن أعضاء رتبة أشكال الهف بشكلٍ عام من الأسماك البحرية، أو من مهاجرين أمفيدروموس أو أنادروموس. حتى أن أنواع السمك المستوطنة من هذه الفصيلة التي تعيش في المياه العذبة تتحمل في العادة التغيرات الكبيرة التي تحدث في نسبة الملوحة. تضع تقريبًا جميع أشكال الهف بيضها السرء في المياه العذبة، بالتالي فإن الأنواع البحرية تُعد عامةً من مهاجري الأنادروموس. وتوجد أشكال الهف في المحيطات ذات المناخ المعتدل عالميًا وفي المياه العذبة المعتدلة بالمنطقة القطبية الشمالية وحول منطقة الهاديء الجنوبي، ولا يوجد سوى القليل من الأنواع التي تعيش في مياه المنطقة الاستوائية. ويحيط البيض غشاءً لاصقًا.

## النظاميات
بعد أن انفصلت رتبة أرجينتينيفورميس وأصبحت مستقلة، ظهرت باقي أشكال الهف كمجموعة أحادية العرق. ولا يتضح وضعهم بشكلٍ كامل في فوق رتبة شوكيات الزعانف البدائية، بل ربما يكون أقرب إليها في المعيشة أقرباؤها من رتبة زنجوريات (كراكيات الشكل) (الكراكي وسمك الطين). ويعتبرها آخرون أقرب إلى رتبة أشكال السلمونيات (أسماك التروتة والسلمون وأقربائها). وهناك صلة أقرب إلى رتبة ستومييفورميس (Stomiiformes) من التي تم فرضها سابقًا وتدعمها البيانات التشريحية وبيانات تسلسل الحمض النووي. ولكن يمكن اتخاذ ذلك ببساطة ليوحي بأن فوق رتبة «ممتدات الزعانف» ينبغي إدراجها في فوق رتبة شوكيات الزعانف البدائية، بدلاً من وجود صلة قريبة خاصة بين الرتبتين.

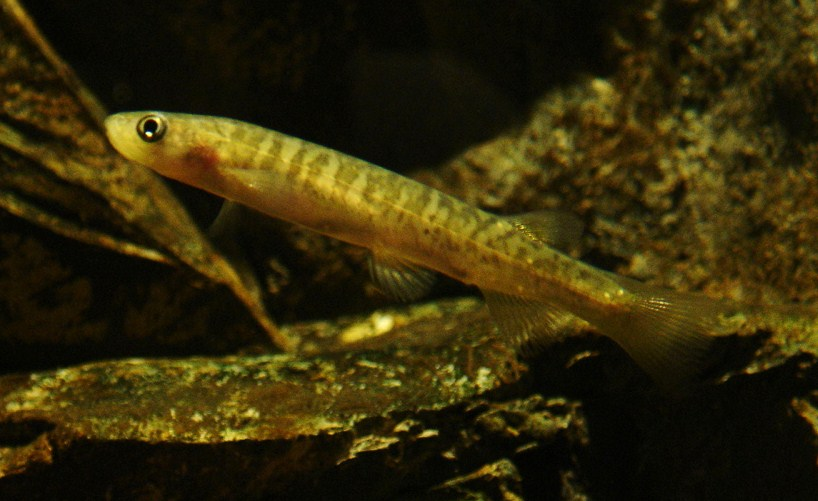
جالاكسياس النهري الشائع, جالاكسياس الشائع
(Galaxias vulgaris)(جالاكسويدي: جالاكسييداي)

تصنيف هفيات الشكل كما هو مُتبع في هذه المقالة:
- رتيبة الهفياويات
  - فوق فصيلة الهفينات
    - فصيلة الهفيات
      - أسرة الهفاوات
- رُتيبة جالاكسويدي
  - فصيلة جالاكسييداي – جالاكسييد (galaxiid)
  - فصيلة ليبيدوجالاكسييداي (Lepidogalaxiidae) – سمك سلمندر أسترالي غربي
  - فصيلة ريتروبينيداي (Retropinnidae) –أسماك الهف والتيمالوس النيوزيلندية الأسترالية
  - فصيلة الهفيات – أسماك هف المياه العذبة وأسماك هف نمطية
  - فصيلة بليكوجلوسيداي (Plecoglossidae) – سمك أيو (Ayu)
  - فصيلة سالانجيداي (Salangidae) – سمك النودل، «أسماك الجليد (icefishes)»

ومن المستحاثات الممكنة لشكل الهف السبانيودون (Spaniodon), وهو آكل السمك (piscivore) من بحار فترة الكريتاسي المتأخر. وربما تكون المجموعة قد نشأت قبل ذلك إلى حدٍ ما، ولكن نشأة المجموعة في العصر الطباشيري (الكريتاسي) – أي حوالي 110 مليون سنة ماضية أو ما يقاربها – فهو أيضًا ممكنًا.

## وصلات خارجية
- Diogo, Rui (2008): On the cephalic and pectoral girdle muscles of the deep sea fish Alepocephalus rostratus, with comments on the functional morphology and phylogenetic relationships of the Alepocephaloidei (Teleostei). Anim. Biol. 58(1): 23-29. دُوِي:10.1163/157075608X303636
- قاعدة الأسماك (2006): [<a href="http://www.fishbase.org/Summary/OrdersSummary.cfm?order=Osmeriformes">http://www.fishbase.org/Summary/OrdersSummary.cfm?order=Osmeriformes</a> Order Osmeriformes]. Version of 2006-OCT-09. Retrieved 2009-SEP-28.
- Glare, P.G.W. (ed.) (1968–1982): قاموس أكسفورد اللاتيني (1st ed.). Oxford University Press, Oxford. ISBN 0-19-864224-5
- Nelson, Joseph S. (2006): Fishes of the World (4th ed.). John Wiley & Sons, Inc. ISBN 0-471-25031-7
- Woodhouse, S.C. (1910): English-Greek Dictionary - A Vocabulary of the Attic Language. George Routledge & Sons Ltd., Broadway House, Ludgate Hill, E.C. [<a href="http://www.lib.uchicago.edu/efts/Woodhouse/">http://www.lib.uchicago.edu/efts/Woodhouse/</a> Searchable JPEG fulltext]
- Sepkoski، Jack (2002). [<a href='http://strata.ummp.lsa.umich.edu/jack/showgenera.php?taxon=611&rank=class'>http://strata.ummp.lsa.umich.edu/jack/showgenera.php?taxon=611&rank=class</a> "A compendium of fossil marine animal genera"]. Bulletins of American Paleontology. ج. 364: p.560. اطلع عليه بتاريخ 2011-05-17. {{استشهاد بدورية محكمة}}: |صفحات= يحتوي على نص زائد (مساعدة) وتحقق من قيمة |مسار= (مساعدة)